# Ryszard Jaworowski
Ryszard Jaworowski (ur. 22 marca?/3 kwietnia 1896 w Sierdobsku, zm. 1968) – podpułkownik saperów Wojska Polskiego, kawaler Orderu Virtuti Militari.

## Życiorys
Syn Michała. W młodości ukończył realna szkołę budowlaną. Od 1 maja 1915 służył w armii rosyjskiej. Ukończył kurs dowódczy w Oficerskiej Szkole Piechoty w Kazaniu, po którym został mianowany chorążym. Jako młodszy oficer został przydzielony do 14 pułku piechoty, z którym poszedł na front. W 1916 awansował na podporucznika i został wyznaczony na dowódcę kompanii w 398 pułku piechoty. Za swoje zasługi w 1917 otrzymał awans do stopnia porucznika i stanowisko dowódcy batalionu. Od września 1917 przez rok przebywał w szpitalach wojskowych po ciężkiej kontuzji.
W 1918 powrócił do kraju i zamieszkał w Lidzie na Wileńszczyźnie. W listopadzie 1918 wstąpił do Wojska Polskiego i został skierowany na kurs oficerski w Dęblinie.
W lipcu 1920 został przeniesiony do XVII batalionu saperów. W jego szeregach wziął udział w walkach przeciwko bolszewikom. 26 lipca 1920 pod Dzierniakowem został po raz drugi ranny. Po przebytym leczeniu wrócił do służby w XVII baonie saperów na stanowisko dowódcy kompanii saperów.
W latach 1921–1922 był słuchaczem kursu doskonalącego dla oficerów sztabowych saperów, po jego ukończeniu został awansowany do stopnia kapitana. W 1922 został przeniesiony z 7 pułku saperów do 8 pułku saperów na pełniącego obowiązki dowódcy IV batalionu saperów. Pełnił również funkcję komendanta pułkowej szkoły podoficerskiej. 31 października 1927 roku został przesunięty ze stanowiska dowódcy IV batalionu saperów na stanowisko kwatermistrza 8 pułku saperów. W grudniu 1929 został przeniesiony z 3 Brygady Saperów do dowództwa 20 Dywizji Piechoty w Baranowiczach na stanowisko szefa saperów. W styczniu 1931 został przeniesiony do Korpusu Ochrony Pogranicza na stanowisko szefa saperów. W 1934 został przeniesiony do 5 batalionu saperów w Krakowie na stanowisko dowódcy batalionu. W 1938 został przeniesiony do Generalnego Inspektoratu Sił Zbrojnych i przydzielony do składu osobowego generała do prac przy GISZ, gen. bryg. Antoniego Szyllinga.
W marcu 1939 został dowódcą saperów Armii „Kraków” i na tym stanowisku walczył w kampanii wrześniowej. Po zakończeniu walk został internowany w Rumunii. W latach 1941–1945 przebywał w niewoli niemieckiej w Oflagu VI B Dössel. Po wojnie powrócił do kraju.

## Awanse
- chorąży – 1915
- podporucznik – 1916
- porucznik – 1917
- kapitan – 3 maja 1922 zweryfikowany ze starszeństwem z dniem 1 czerwca 1919[10]
- major – 18 lutego 1928 ze starszeństwem z dniem 1 stycznia 1928 i 28. lokatą w korpusie oficerów inżynierii i saperów[11]
- podpułkownik – ze starszeństwem z dniem 19 marca 1937[12]

## Ordery i odznaczenia
- Krzyż Srebrny Orderu Wojskowego Virtuti Militari nr 8175[13]
- Krzyż Niepodległości
- Krzyż Walecznych (1921)[14]
- Złoty Krzyż Zasługi (18 marca 1932)[15]
- Medal Pamiątkowy za Wojnę 1918–1921
- Medal Dziesięciolecia Odzyskanej Niepodległości